# Blaj (album)
Blaj (Блажь, română Capriciu, un alt nume Я тебя люблю, Te iubesc) este albumul de debut al interpretei de muzică rock rusă Nikolai Noskov, care a fost lansat pe 1998 de NOX Music și ORT Records. Cântece Ya tebya liublu și Ya nemodniy am primit un gramofon de Aur de două ori în 1996 și 1998.

## Ordinea pieselor pe album
1. Я тебя люблю
2. Я не модный
3. Дай мне шанс
4. Мой друг
5. Сердца крик
6. На Руси
7. Блажь
8. Солнце
9. Лунный танец
10. Ты не сахар